# Црква Успенија Пресвете Богородице у Шиду
Црква Успенија Пресвете Богородице у Шиду, насељеном месту на територији општине Шид, припада Епархији сремској Српске православне цркве.
Црква посвећена Успењу Пресвете Богордице подигнута је 2008. године.